# Alex Saviuk
Alex Saviuk (..., 17 augustus 1952) is een Amerikaans strip- en comictekenaar. Sinds zijn carrière in 1977 begon, werkte hij voor onder meer Marvel Comics. DC Comics en Topps Comics, waar hij als opvolger van Charles Adlard en daarna Gordon Purcell de laatste twaalf delen van de stripversie van The X-Files tekende, voordat de reeks in september 1998 stopte. 

## Werk
Saviuk studeerde in 1974 af aan de School of Visual Arts in New York, waarna hij in 1977 voor DC Comics mocht komen werken. Daarvoor tekende hij onder meer Green Lantern, The Flash, Superman, Hawkman, Atom (op dat moment de Ray Palmer-versie), Action Comics en Aquaman.
Nadat Saviuk in 1986 ging werken voor Marvel Comics, werd zijn naam onlosmakelijk verbonden met die van Spider-Man. Hij viel een paar keer in bij het maken van The Amazing Spider-Man en tekende vervolgens meer dan zeventig delen (van de 129 in totaal) van de serie Web of Spider-Man. Daarop volgden ook een handvol nummers van de op de tekenfilm gebaseerde reeks Spider-Man Adventures (na vijftien nummers hernoemd tot Adventures of Spider-Man). Eerder tekende Saviuk ook de comicversie van de animatieserie Defenders of the Earth.
Toen Marvel in 1996 geen werk meer had voor Saviuk, ging hij een tijd freelance werken. Zo kwam hij terecht bij Topps Comics. Dat huurde hem in om nummer #30 tot en met #41 van The X-Files te tekenen, waarna de serie werd stopgezet. In 1997 keerde hij terug naar Marvel om samen met Stan Lee de zondagse edities van een Amazing Spider-Man krantenstrip te maken. Daarnaast ging hij ontwerpen voor reclamebureaus tekenen.